# Aldo Salvini
Aldo Martín Salvini Freyre (Bogotá, 1962) es un guionista y director de cine y de telenovelas peruano-colombiano. Es conocido por la dirección de obras de temática fantásticas en sus películas de ficción, tanto en formato corto como en largometrajes.

## Biografía
Aldo Salvini nació en Bogotá. Llegó a Lima a los 8 años que posteriormente adoptó la identidad peruana. Se graduó en la Universidad de Lima en Licenciatura de comunicaciones.
Debutó en la dirección al realizar cuatro cortometrajes en 1991 producidos por Francisco Lombardi e Inca Producciones, los cuales son: El gran viaje del capitán Neptuno (1990), La misma carne, la misma sangre (1992), El pescador de los siete mares (1992). La primera película compitió en el Festival Nacional de Cortometrajes del Instituto Nacional de Cultura. También grabó varias telenovelas y series; entre las más destacadas Patacláun en que trabajó como director de arte, Carita de atún en la dirección y Los Barriga la cual fue nominada en los premios de la Banff World Televisión Festival de Canadá en la categoría Mejor Novela.
Años después, realizó su primer largometraje conocido como Bala perdida con Iguana producciones, ganadora del Premio de la Crítica en el V Festival de Cine de Lima. Posteriormente grabó en 2005 el documental El caudillo pardo con el cual obtuvo el Premio de la Crítica en el IX Festival de Cine de Lima. Y en el 2018 realizó las secuelas de la película peruana Django: la otra cara las cuales fueron: Django: En el nombre del hijo y Django: Sangre de mi sangre, esta última fue la película más taquillera que consiguió hasta el momento.
En el 2021 realizó una película llamada El corazón de la luna siendo la primera película peruana en ganar en el Festival Sci-Fi London a mejor película y mejor actriz, para Haydeé Cáceres.

## Filmografía

### Cortometrajes y premios
| Título                                            | Año  | Premios |
| ------------------------------------------------- | ---- | --- |
| El gran viaje del Capitán Neptuno                 | 1990 | - Premio Especial del Jurado en el IV Festival Internacional de Clermont-Ferrand (Francia) - Festival Internacional de Tampere (Finlandia) - Festival de Prisoner (Berlín, Alemania) |
| Carta del apóstol San Juaneco a la ciudad del mal | 1992 | |
| La misma sangre, la misma carne                   | 1992 | Primer Premio en el Primer Festival de Cortos de Chile |
| El pecador de los 7 mares                         | 1992 | |
| Kentishani y Chaavaja                             | 1996 | |
| Los milagros inútiles de Demeryat                 | 1997 | |

### Películas y premios
| Título                        | Año  | Nota                                                 | Premios |
| ----------------------------- | ---- | ---------------------------------------------------- | --- |
| Bala perdida                  | 2001 | Basada en el libro Noche de cuervos de Raúl Tola     | - Premio de la Crítica 5.º encuentro latino americano de Festival de Cine de Lima (Perú) - Fue incluida fuera del concurso en el Festival Internacional de Cine de Mar del Plata (Buenos Aires, Argentina)                    |
| El caudillo Pardo             | 2005 |                                                      | - Premio al mejor documental otorgado por el consejo nacional de cinematografía (Perú) - Festival de cine de Cannes (Francia) - Premio de la Crítica 9.º encuentro latino americano de Festival de Cine de Lima (Perú)        |
| Django: sangre de mi sangre   | 2018 | Secuela de la conocida película Django: la otra cara | Nominado a mejor película en Premios Luces |
| Django: En el nombre del hijo | 2019 |                                                      | |
| El corazón de la luna         | 2021 | Estreno comercial en octubre de 2022                 | - Mejor película en el Festival Sci-Fi London. (Inglaterra) - Mejor actriz para Haydeé Cáceres en el festival Sci-Fi - Mejor actriz para Haydeé Cáceres en Fantaspoa, el festival de cine fantástico de Porto Alegre (Brasil) |

### Actor
- Días de Santiago (2004), Cura Borracho.

### Televisión
- Cuchillo y Malú (1996), director.
- Patacláun (1997), director de arte.
- Karfunkel (1995), director.
- Escándalo (1997), director.
- Girasoles para Lucía (1999), director.
- María Rosa (2000), director.
- Vidas prestadas (2000), director.
- Cazando a un millonario (2001), director.
- Todo sobre Camila (2002), director.
- Carita de atún (2003), director.
- Tormenta de pasiones (2004), director.
- Amores como el nuestro (2006), director.
- Golpe a golpe (2007), director.
- Esta sociedad (2008), director de la segunda temporada.
- Pobre millonaria (2008), director.
- Los Barriga (2008), director
- Ana Cristina (2011), director.
- Corazón de fuego (2011), director.
- Mis tres Marías (2016), director de 7 episodios.
- Solo una madre (2016), director.
- Mujercitas (2016), director.
- Ojitos hechiceros (2018-2019), director.
- Señores papis (2019), director.
- En la piel de Alicia (2019), director.
- Perdóname (2023-presente), director.